# Красный Луч (Псковская область)
Кра́сный Луч — посёлок городского типа (с 1958 года) в Бежаницком районе Псковской области России. Административный центр муниципального образования Полистовское в статусе сельского поселения.

## География
Расположен в 15 км от железнодорожной станции Сущёво участка Дно — Новосокольники Октябрьской железной дороги. Расстояние до областного центра — 204 км.

## История
Посёлок возник в связи с открытием в декабре 1905 года в деревне Лезавичи Новоржевского уезда Псковской губернии товарищества по производству стеклянных изделий «Гуревич и наследники» и строительства стеклянного завода. После Октябрьской революции завод переименовали в «Красный Луч»; это же имя получил и посёлок (в котором в основном жили рабочие завода).
В мае 1927 года стал центром вновь образованного Краснолученского сельсовета Бежаницкой волости Новоржевского уезда. С образованием 1 августа 1927 года по Постановлению Президиума ВЦИК Бежаницкого района посёлок вошёл в его состав.
Решением Псковского облисполкома от 28 августа 1958 года № 324 посёлок Красный Луч отнесён к категории рабочих посёлков. Соответственно, Краснолученский сельсовет был преобразован в поселковый Совет.
По Закону Псковской области от 3 июня 2010 года № 984-ОЗ «О внесении изменений в Закон Псковской области „Об установлении границ и статусе вновь образуемых муниципальных образований на территории Псковской области“ и Закон Псковской области „О преобразовании муниципальных образований Псковской области“» рабочий посёлок Красный Луч стал административным центром сельского поселения муниципальное образование «Полистовское», образованного путём слияния городского поселения «Красный Луч» и сельского поселения «Цевельская волость».

## Население
| 1959  | 1970  | 1979  | 1989  | 2001  | 2002  | 2009  |
| ----- | ----- | ----- | ----- | ----- | ----- | ----- |
| 3159  | ↘3127 | ↘2657 | ↘2084 | ↘1800 | ↘1494 | ↘1278 |
| 2010  | 2011  | 2012  | 2013  | 2014  | 2015  | 2016  |
| ↘1020 | →1020 | ↘954  | ↘928  | ↘899  | ↘892  | ↘866  |
| 2017  | 2018  | 2019  | 2020  | 2021  |       |       |
| ↘813  | ↘770  | ↘741  | ↘718  | ↗724  |       |       |

## Экономика
Основное предприятие посёлка — стекольный завод, на котором (по данным на 2005 год) работало 242 человека. Основная продукция завода: линзы и светофильтры для железнодорожного транспорта, стёкла для светофоров, линзы для автотранспорта и авиации, прядильные стеклянные диски, сувенирные изделия; более 80 % выпускаемых изделий предназначено для железнодорожной отрасли.